# Lee Tae-im (actriz)
Lee Tae-im (en hangul, 이태임; 2 de septiembre de 1986) es una actriz surcoreana. 

## Biografía
Se graduó de la preparatoria SungGwang y se retiró de la Universidad de Hanyang, licenciatura de Teatro y de Cine. 

## Carrera
Interpretó el papel principal en la serie  Don't Hesitate (2009), así como personajes de reparto en las películas de Días de Ira (2013) y Para el Emperador (2014).

## Filmografía

### Películas
| Año  | Título            | Papel           |
| ---- | ----------------- | --------------- |
| 2011 | S. I. U           | Jung Young-soon |
| 2013 | Días de Ira       | Ji-hee          |
| 2014 | Para el Emperador | Cha Yeon-soo    |

### Series de televisión
| Año  | Título                       | Papel                | Red     |
| ---- | ---------------------------- | -------------------- | ------- |
| 2007 | Two Outs in the Ninth Inning | (cameo)              | MBC     |
| 2008 | All About My Family          | Yoo Tae-young        | MBC     |
| 2009 | La Emperatriz Cheonchu       | Kim Mil-hwa          | KBS2    |
| 2009 | Don't Hesitate               | Jang Soo-hyun        | SBS     |
| 2010 | All About Marriage           | Yoon Seo-young       | KBS2    |
| 2014 | 12 Años de Promesa           | Joo Da-hae           | JTBC    |
| 2015 | Mi Corazón Twinkle Twinkle   | Lee Soon-soo         | SBS     |
| 2015 | Me Amarás                    | Park Ji-ho           | Drama H |
| 2016 | The Day After We Broke Up    | Kang Ye-seul         | KBS2    |
| 2016 | Entourage                    | exnovia (episodio 1) | tvN     |
| 2017 | The Lady in Dignity          | Yoon Sung-hee        | JTBC    |

## Premios y nominaciones
| Año  | Categoría                   | Premio                               | Trabajo             | Resultado |
| ---- | --------------------------- | ------------------------------------ | ------------------- | --------- |
| 2009 | SBS Drama Awards            | New Star Award                       | Don't Hesitate      | Ganadora  |
| 2016 | 10th Korean Cable TV Awards | Mejor pareja (junto a Oh Chang-seok) | You Will Love Me    | Ganadores |
| 2017 | 2017 Korea Drama Awards     | Hot Star Award                       | The Lady in Dignity | Ganadora  |
| 2017 | 2nd Asia Artist Awards      | Choice Award                         | —                   | Ganadora  |